# Печозеро
Печозеро — озеро в Кольском районе в западной части Мурманской области.
Через озеро протекает река Печа (приток Туломы).
Площадь поверхности озера составляет 2,83 км², площадь водосбора — 1500 км². Озеро расположено на высоте 75 м над уровнем моря.